# ألكسندر دونتشينكو
ألكسندر دونتشينكو Alexander Donchenko (ولد في 22 مارس 1998) لاعب شطرنج ألماني يحمل لقب أستاذ كبير.

## حياة
- ولد في موسكو عام 1998، وأبوه هو أناتولي دونتشينكو أستاذ دولي في الشطرنج.

## ألقاب
- حصل على لقب أستاذ دولي عام 2012، ولقب أستاذ كبير عام 2015.

## تصنيف
- بلغ تصنيف إيلو 2580 نقطة في يناير 2018.

## روابط خارجية
- ألكسندر دونتشينكو على موقع الاتحاد الدولي للشطرنج (الإنجليزية)
- ألكسندر دونتشينكو على موقع مباريات الشطرنج (الإنجليزية)
- ألكسندر دونتشينكو على موقع 365Chess.com (الإنجليزية)
- ألكسندر دونتشينكو على موقع Chesstempo.com (الإنجليزية)